# Jacek Rybicki
Jacek Rybicki (ur. 25 marca 1959 w Gdańsku, zm. 9 września 2024) – polski polityk, działacz związkowy, nauczyciel, poseł na Sejm III kadencji.

## Życiorys
Absolwent IX LO w Gdańsku (1978). W 1983 uzyskał absolutorium na Wydziale Humanistycznym Uniwersytetu Gdańskiego. Od 1980 do 1981 należał do Niezależnego Zrzeszenia Studentów, potem rozpoczął działalność w NSZZ „Solidarność”. W latach 1984–1985 pracował jako nauczyciel języka polskiego w V Liceum Ogólnokształcącym w Gdańsku. Na początku lat 90. był redaktorem naczelnym „Przeglądu Oświatowego”. Od marca 1993 do czerwca 1998 pełnił funkcję przewodniczącego zarządu regionu gdańskiego „Solidarności”, w latach 90. był (do 1997) wiceprzewodniczącym komisji krajowej związku.
W 1991 bezskutecznie kandydował z listy „Solidarności” do Sejmu. Pełnił funkcję posła III kadencji z listy Akcji Wyborczej Solidarność. Należał do Ruchu Społecznego. Zaliczał się do najbliższych współpracowników Mariana Krzaklewskiego i najbardziej wpływowych polityków AWS (był m.in. wiceprzewodniczącym klubu parlamentarnego i przewodniczącym rady politycznej RS AWS). W 2001 nie uzyskał mandatu i powrócił do działalności związkowej. Był związany z istniejącą w latach 2004–2008 Partią Centrum. W latach 2006–2010 był sekretarzem komisji krajowej NSZZ „S”. W 2017 powołany w skład rady programowej Radia Gdańsk.
Pochowany 16 września 2024 na gdańskim cmentarzu Srebrzysko.

## Odznaczenia
- Krzyż Oficerski Orderu Odrodzenia Polski (pośmiertnie, 2024)[5][6]

## Życie prywatne
Był żonaty, miał dwoje dzieci.